# الجماخية (عبس)

تعديل مصدري - تعديل

الجماخية هي إحدى قرى عزلة بني عضابي بمديرية عبس التابعة لمحافظة حجة، بلغ تعداد سكانها 293 نسمة حسب تعداد اليمن لعام 2004.